# Neolitsea paucinervia
Neolitsea paucinervia är en lagerväxtart som beskrevs av Elmer Drew Merrill. Neolitsea paucinervia ingår i släktet Neolitsea och familjen lagerväxter. Inga underarter finns listade i Catalogue of Life.